# Desmiphora spitzi
Desmiphora spitzi là một loài bọ cánh cứng trong họ Cerambycidae.